# Новинское (озеро, Карелия)
Новинское — озеро на территории Коверского сельского поселения Олонецкого района Республики Карелии.

## Общие сведения
Площадь озера — 0,9 км², площадь водосборного бассейна — 12,8 км². Располагается на высоте 20,4 метров над уровнем моря.
Форма озера продолговатая: вытянуто с северо-востока на юго-запад. Берега каменисто-песчаные, местами заболоченные.
С южной стороны озера вытекает ручей Хадарусоя, втекающий в озеро Линдоярви, откуда вытекает протока, впадающая в Пидкручей (приток Туксы).
На северо-восточном берегу озера располагается деревня Новинка, через которую проходит дорога местного значения 86К-177 («Автодорога на д. Новинка»), ответвляющаяся от трассы Р21 («Кола»). Вдоль западного берега проходит дорога местного значения 86К-188 («Новинка — Тигвера»).
Код объекта в государственном водном реестре — 01040300211102000014961.